# اوپانیشاد آیتریه

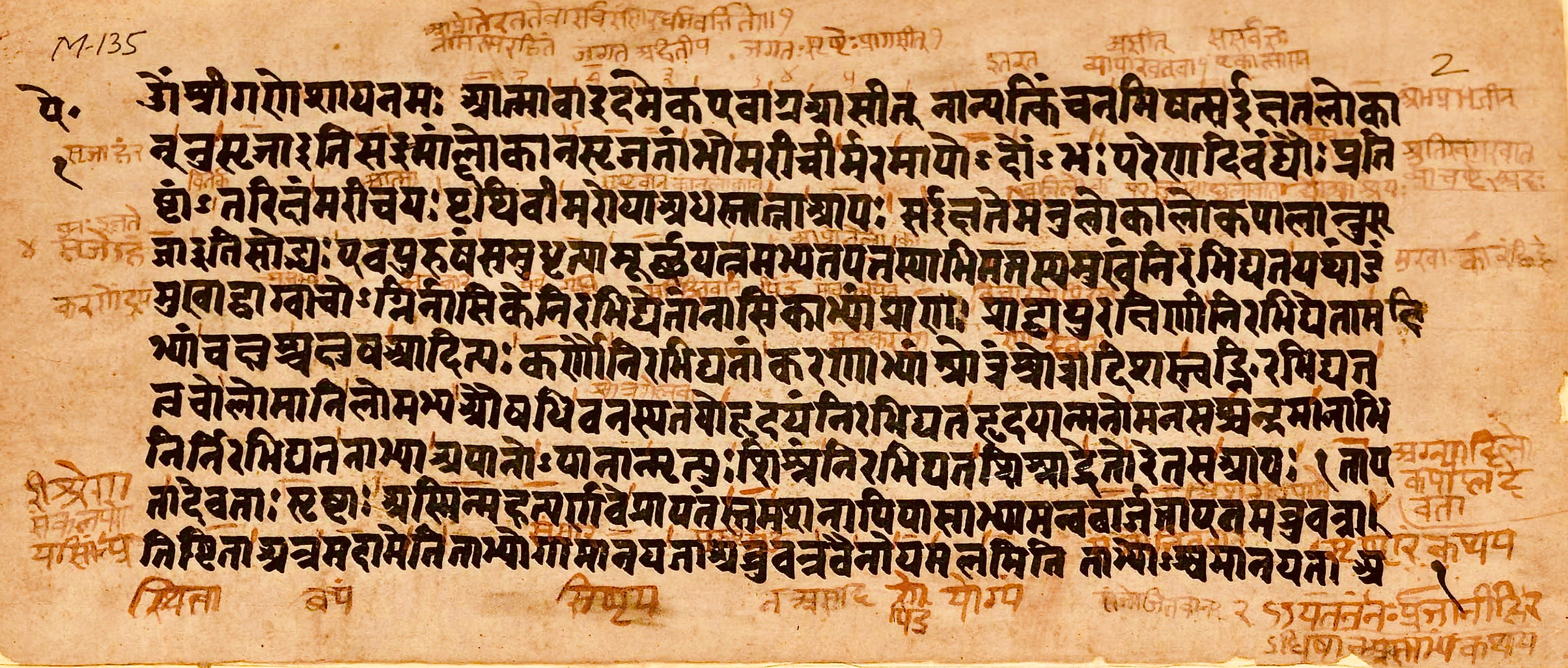
اوپانیشادهای اولیه (Upanisad، Upanisat) متون مقدس هندوئیسم هستند. این متون که تاریخ‌های مختلفی توسط محققان بین 900 سال قبل از میلاد تا 200 سال قبل از میلاد نوشته شده‌اند، به زبان سانسکریت هستند و در لایه‌ای از وداها قرار گرفته‌اند.

اوپانیشاد آیتریه (سانسکریت: ऐतरेय उपनिषद्، آوانگاری: Aitarēya Upaniṣad) یکی از اوپانیشادهای اصیل است که در سنت ریگ‌ودا قرار می‌گیرد.  این اوپانیشاد در فصل‌های چهارم، پنجم، و شش  آرنیکه آیتریه آمده است.
در این اوپانیشاد درباره سه نکتهٔ فلسفی بحث شده است: نخست اینکه جهان و انسان آفریدهٔ آتمن (روح، خویش) هستند؛ دوم این نظریه که آتمن سه «شدن» دارد و سوم اینکه آگاهی عنصر اصلی آتمن است.
به گفتهٔ پاتریک آلیول این اوپانیشاد احتمالاً در دوران پیشابودایی هند تالیف شده‌است و تاریخ تألیف آن قرون ششم و پنجم پیش از میلاد تخمین زده می‌شود.